# Hermien IJzerman
Hermina Woutera (Hermien) IJzerman-van Bemmelen (Batavia, 23 juni 1902 – Bentveld, 2 januari 1985) was een Nederlands boekillustratrice en de eerste kleutereuritmiste in Nederland.

## Biografie
Van Bemmelen werd geboren in de patriciaatsfamilie Van Bemmelen als dochter van dr. Willem van Bemmelen (1868-1941), directeur van het Magnetisch Meteorologisch Observatorium te Batavia en lector fysische aardrijkskunde aan de universiteit van Amsterdam, en Soetje Hermance de Jongh (1876-1969); ze werd genoemd naar haar maternelle grootmoeder Hermina Woutera Keppel Hesselink. Ze was een zus van prof. dr. Rein van Bemmelen.
Ze groeide op in Nederlands-Indië maar vanaf haar zestiende woonde het gezin in Nederland. Een van haar interesses was dans. Toen haar broer Daan docent werd aan de Vrije School in Den Haag, vroeg hij haar een cursus euritmie te gaan volgen in Stuttgart zodat zij daarna bij hem op school les kon gaan geven. In 1925 keerde zij van die opleiding in Nederland terug en werd de eerste kleutereuritmiste in Nederland, les gevend op verschillende vrije scholen, hetgeen zij bleef doen tot 1972. In 1927 trouwde zij met ir. Egbert Johan IJzerman (1900-1980), onder andere directeur bij de Petroleum Mij. Moeara Enim N.V. en later commissaris bij de Bataafse Petroleum Maatschappij en zoon van Tweede Kamerlid dr. Jan Willem IJzerman; uit dit huwelijk werden drie dochters en een zoon geboren.
Ondertussen was Hermien IJzerman, zoals ze zich na haar huwelijk ging noemen, in de jaren 1930 begonnen met het schrijven en illustreren van kinderboeken, de eerste in eigen beheer en gestencild. Een van haar eerste en bekendste titels zou worden: Bimbam belletje waarvan verschillende deeltjes verschenen. Verder illustreerde ze vanaf 1942 kinderboeken die door anderen geschreven waren. Haar eerste officieel uitgegeven boek, door haar geschreven en geïllustreerd, was Hansje Stoffel, in 1938 bij de Wereldbibliotheek verschenen; tot 1969 verschenen hiervan acht drukken. Haar gedachtegoed werd sterk beïnvloed door Rudolf Steiner wat uit haar werk op te maken is.
Vanaf 1981 begon Fenny Broekhuysen-Boxem werk van haar uit te geven, in een speciaal opgezette uitgeverij, De Egelantier; hiermee behaalde ze, naar eigen zeggen, goede verkoopsuccessen. Ter gelegenheid van haar 80e verjaardag verscheen Florinoor's tocht door 't winterland. Tot in de jaren 1990 werd haar werk uitgegeven.
Op haar werk werd nogal wat kritiek geleverd: bij de tekeningen klopten de verhoudingen niet altijd, ze waren naïef of amateuristisch, de teksten waren soms ouderwets, stijl- en spelfouten waren overvloedig, kreupele zinnen, zwak of vreemd rijm, en de uitgaven veelal in een wel heel goedkope, simpele of zelfs saaie vorm.